# Luigi Cigersa
Luigi Candido Cigersa (Alessandria, 28 febbraio 1866 – Altopiano di Asiago, 9 giugno 1916) è stato un militare italiano.

## Biografia
Arruolato nel Regio esercito, combatté nella prima guerra mondiale, in servizio nel 45º Reggimento artiglieria da campagna con il grado di maggiore. Fu decorato con una medaglia d'argento al valor militare. Nel giugno del 1916, prese parte ai combattimenti nella Battaglia degli Altipiani: al comando di tre batterie, mantenne a lungo le posizioni sul monte Mosciagh, perdendo la vita colpito da una granata austriaca. Per il suo valoroso comportamento in battaglia, fu insignito della medaglia d'oro al valor militare alla memoria. Le sue spoglie sono conservate presso il Sacrario militare di Asiago.